# گارد سفید
گارد سفید (به روسی: Белая гвардия) نام رمانی از میخائیل بولگاکف رمان‌نویس روس که به خاطر رمان برجسته مرشد و مارگاریتا معروف شد.

## خلاصه داستان
داستان در اوکراین، در پایان سال ۱۹۱۸ آغاز می‌شود، و به سرنوشت خانواده توربین در طول جنگ ارتش‌های مختلف جنگ روسیه -سفیدها، قرمزها، ارتش پادشاهی آلمان، و ناسیونالیست‌های اوکراین- بر سر کی‌یف می‌پردازد. شخصیت‌های تاریخی مثل پیوتر ورانگل، پتلیورا و پاولو اسکوپادسکی در حالی که خانواده توربین در این شرایط ناپایدار گرفتار آمده‌اند، در داستان پدیدار می‌شوند.

## نقد و بررسی
رمان گارد سفید پیش از چاپ و نشر در روزنامه روسیا به صورت پاورقی چاپ می‌شد؛ سپس، بولگاکف موفق شد آن را در دو جلد در پاریس به چاپ برساند اما در اتحاد جماهیر شوروی ۴۰ سال بعد به چاپ رسید. طرح بولگاکف از داستان، گویا نوشتن یک سه‌گانه بود که کتاب‌های مختلف آن با فازهای بزرگ انقلاب در ارتباط بوده‌اند. در عنوان‌های این سه‌گانه (صلیب نیمه‌شب یا گارد سفید، بیرق زرد و گام سرخ) طبعاً سه رنگ سفید، زرد و سرخ ارزش نمادین داشته‌اند.
در این داستان نشانه‌های اتوبیوگرافیک فراوانی وجود دارد. اصل داستان متأثر از مرگ مادر نویسنده (زنی مقتدر و دارای کمالات) است که پس از مرگش خانواده مستاصل و یتیم شد، همانند خانواده توربین‌ها. نیکولا نام برادر کوچک بولگاکف است که به ارتش دنیکن پیوسته است و خانواده بیش از یک سال از او بی‌خبر است، و برادر سومش ایوان نیز همین سرنوشت را دارد. همه فکر می‌کنند این دو کشته شده‌اند. هر دو سالمند، یکی در زاگرب است و دیگری در کی‌یف. بعدتر دو برادر به فرانسه مهاجرت می‌کنند. نیکولا در انستیتو پاستور فرانسه بیولوژیست است. النا هم خیلی ویژگی‌های مادر را به ارث برده است، خواهری که شوهرش از ولخرجی و گستاخی بولگاکف انتقاد دارد، این فرد الهام‌بخش تالبرگ است. میشلایوسکی و شروینسکی هم دو تن از وابستگان و نزدیکان خانواده بولگاکف‌اند. حتی پدر الکساندر هم در دنیای واقعی، عقد ازدواج بولگاکف (۱۹۱۳) و انجام مراسم خاکسپاری مادرش(۱۹۲۲) را به عهده دارد. واسیلی پاولویچ لیستوویچی مالک واقعی آپارتمان شماره ۱۳ است و نویسنده در این دوران در کی‌یف زندگی می‌کرد. آپارتمان، مجموعه‌ای از عناصر جان‌دار و بی‌جان است که در کلیت روح کانون خانواده را تشکیل می‌دهند: النا، آنیوتا، خدمتکار، اتاق‌های مجزا و کتابخانه در مرکز آمدوشد بین این اتاق‌ها و حتی پارتیشن فاوست که در تمام طول رمان روی پیانو بازمانده است. ساختار رمان، از سه بخش نامساوی تشکیل شده که اولی سرگشتگی‌ها، دومی سقوط شهر و سومی تلاش برای رستاخیزی دیگر را شرح می‌دهد.